# 파로호 (영화)
《파로호》는 2022년에 개봉한 대한민국의 영화이다.

## 캐스팅
- 이중옥 : 도우 역
- 김대건 : 호승 역
- 강말금 : 혜수 역
- 김연교 : 미리 역
- 변중희 : 이순 역
- 공민정 : 현지 역
- 홍지석 : 병준 역
- 선종남 : 조 경위 역
- 성도현 : 동진 역
- 김정화 : 김 형사 역
- 최종률 : 황 목사 역
- 이수미 : 소희 역
- 이재인 : 인력사무소 사장 역
- 윤상화 : 의사 역
- 윤지수 : 간호사 역
- 김가영 : 다방사장 역
- 리민 : 모텔 손님 1 역
- 이성순 : 모텔 손님 2 역
- 김정한 : 철물점 청년 1 역
- 박재원 : 철물점 청년 2 역
- 공지영 : 철물점 청년 3 역
- 허태경 : 교인 1 역
- 김선미 : 교인 2 역
- 권지수 : 교인 3/ 잠언 역
- 김미자 : 교인 4 / 혜수 손 대역
- 윤운영 : 모텔형사 역
- 국태근 : 의경 1 / 군인들 역
- 염태석 : 의경 2 역
- 강병걸 : 교회 역
- 김희수 : 국과수 요원들 역
- 하경한 : 국과수 요원들 역
- 이재우 : 터미널 승객들 역
- 송예은 : 터미널 승객들 / 구급대원들 / 소희 대역
- 문성하 : 군인들 역
- 이기덕 : 군인들 역
- 양근부 : 군인들 역
- 이예찬 : 군인들 역
- 박민규 : 군인들 역
- 이경민 : 군인들 역
- 엄태서 : 군인들 역
- 김건희 : 군인들 역
- 최봉기 : 화천 경찰들 역
- 정대송 : 화천 경찰들 역
- 장태영 : 화천 경찰들 역
- 임세광 : 화천 경찰들 역
- 신승현 : 화천 경찰들 역
- 이정훈 : 화천 경찰들 역
- 허준 : 구급대원들 역
- 임한규 : 구급대원들 역
- 손원진 : 구급대원들 역
- 이민성 : 구급대원들 역
- 김솔 : 구급대원들 역
- 이다혜 : 구급대원들 역
- 김경일 : 뉴스 앵커 역
- 장동하 : 경찰들 역
- 박진서 : 경찰들 역
- 장정환 : 경찰들 역
- 김성권 : 호승 대역

## 수상
- 2022년 제49회 겐트 영화제 후보 한국 영화
- 2022년 제51회 로테르담 국제영화제 후보 하버
- 2022년 제23회 전주국제영화제 후보 한국경쟁